# مندفرا
مندفرا (به انگلیسی: Mendefera) شهری در کشور اریتره است که ۲۵٬۳۳۲ نفر جمعیت دارد و در debub واقع شده‌است.